# Municipio de Barnett (Arkansas)
El municipio de Barnett (en inglés: Barnett Township) es un municipio ubicado en el condado de Van Buren en el estado estadounidense de Arkansas. En el año 2010 tenía una población de 786 habitantes y una densidad poblacional de 12,54 personas por km².

## Geografía
El municipio de Barnett se encuentra ubicado en las coordenadas 35°23′6″N 92°24′8″O / 35.38500, -92.40222. Según la Oficina del Censo de los Estados Unidos, el municipio tiene una superficie total de 62.69 km², de la cual 62,66 km² corresponden a tierra firme y (0,05 %) 0,03 km² es agua.

## Demografía
Según el censo de 2010, había 786 personas residiendo en el municipio de Barnett. La densidad de población era de 12,54 hab./km². De los 786 habitantes, el municipio de Barnett estaba compuesto por el 98,22 % blancos, el 0,25 % eran afroamericanos y el 1,53 % eran de una mezcla de razas. Del total de la población el 0,51 % eran hispanos o latinos de cualquier raza.